# Milicja Obywatelska

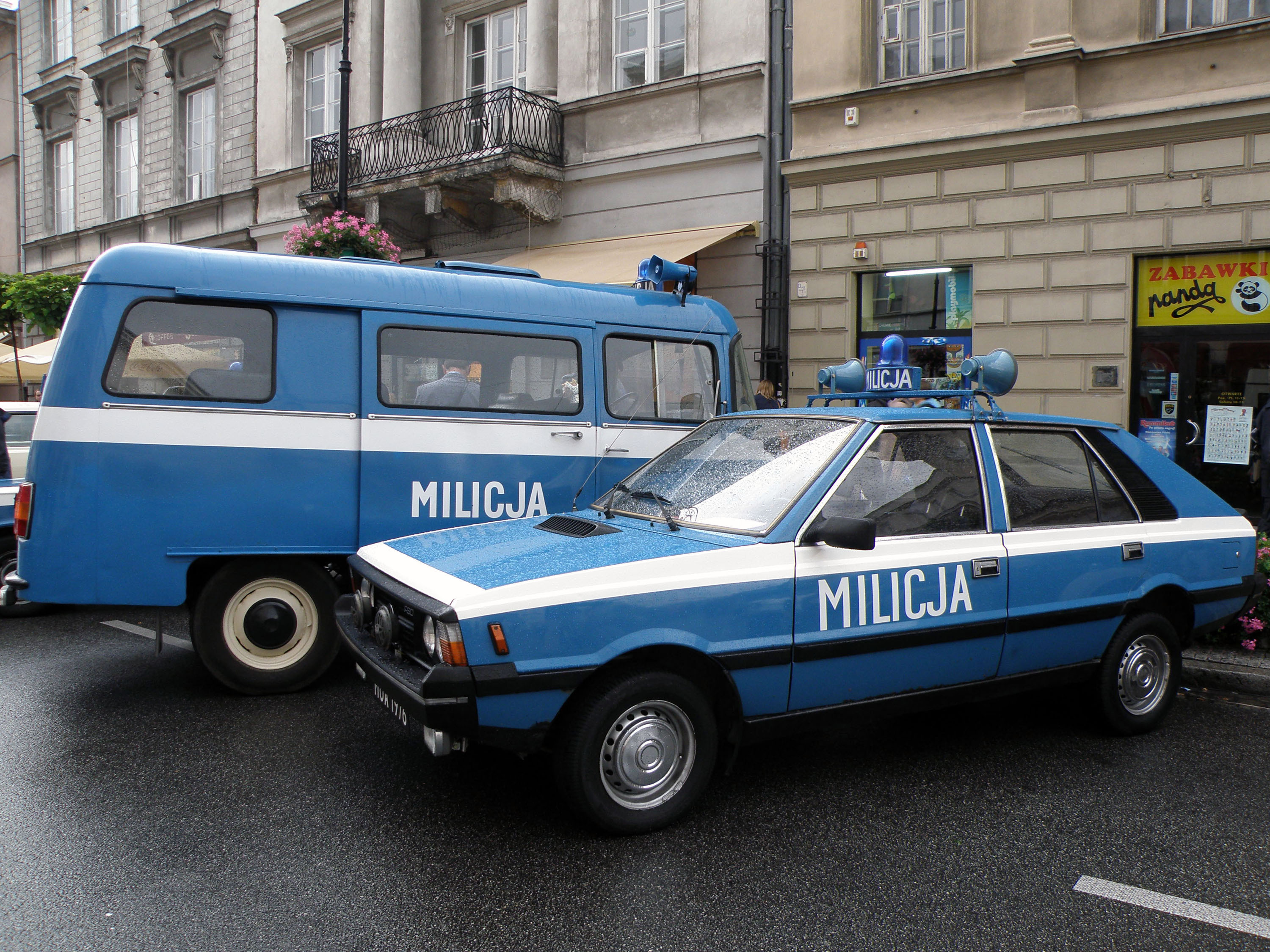
Streifenwagen der Marken Nysa und Polonez in den Farben der MO.

Die Milicja Obywatelska (kurz MO, deutsch Bürgermiliz) war der offizielle Name der Polizei in Polen von 1944 bis 1990. Zusätzlich zu regulären Milizionären hatte die MO zwei Sonderheiten mit den Bezeichnungen ORMO und ZOMO.

## Geschichte
Die MO ersetzte nach dem Ende des Zweiten Weltkrieges die ursprüngliche polnische Polizei Policja Państwowa (deutsch Staatspolizei). Ihre Gründung war zu diesem Zweck bereits kurz nach der Proklamation der Volksrepublik Polen in einem Dekret vom 27. Juli 1944 beschlossen worden. Aufgrund der bürgerkriegsähnlichen Zustände im von der Sowjetunion besetzten Polen wurde ihre Organisation jedoch erst am 7. Oktober 1944 umgesetzt. Vorbild für ihre Bildung war die bereits 1917 in der Sowjetunion geschaffene Arbeitermiliz.
Die MO unterstand Franciszek Jóźwiak und wurde bald dem neu gebildeten Ministerium für öffentliche Sicherheit untergeordnet. Die ORMO als Freiwillige Reserve der MO war eine paramilitärische Organisation, sie bestand ab 1946 und umfasste bis zu 400.000 Mitglieder.
Ab 1955 unterstand die MO dann dem Innenministerium. 1956 wurden der Innengeheimdienst Polens und die MO in Folge des Aufstandes in Posen zusammengelegt.
1956 entstand auch die ZOMO (deutsch: Motorisierte Reserve der Bürgermiliz), eine kasernierte paramilitärische Sondereinheit der MO. Sie sollte dazu dienen, Unruhen niederzuschlagen und war auch mit Schützenpanzerwagen BTR-60 ausgestattet.
Mitglieder der ORMO schlugen unter anderem den Studentenaufstand während der März-Unruhen 1968 in Polen nieder. Die ZOMO wurde unter anderem am 16. Dezember 1981 während des in Polen verhängten Kriegsrechts in dem von Bergarbeitern besetzten Bergwerk Wujek im oberschlesischen Kohlerevier eingesetzt. Dort brachen sie den Widerstand und erschossen dabei neun Bergleute. Innenminister General Czesław Kiszczak hatte den Einsatz 1981 angeordnet.
Nach dem Systemwechsel von 1989 wurde die Auflösung der MO und ihrer Sondereinheiten beschlossen. Im April 1990 wurde die Polizei grundlegend nach Vorbild westlicher Polizeien umgestaltet und ihre Bezeichnung in Policja (deutsch Polizei) geändert.